# The Factory

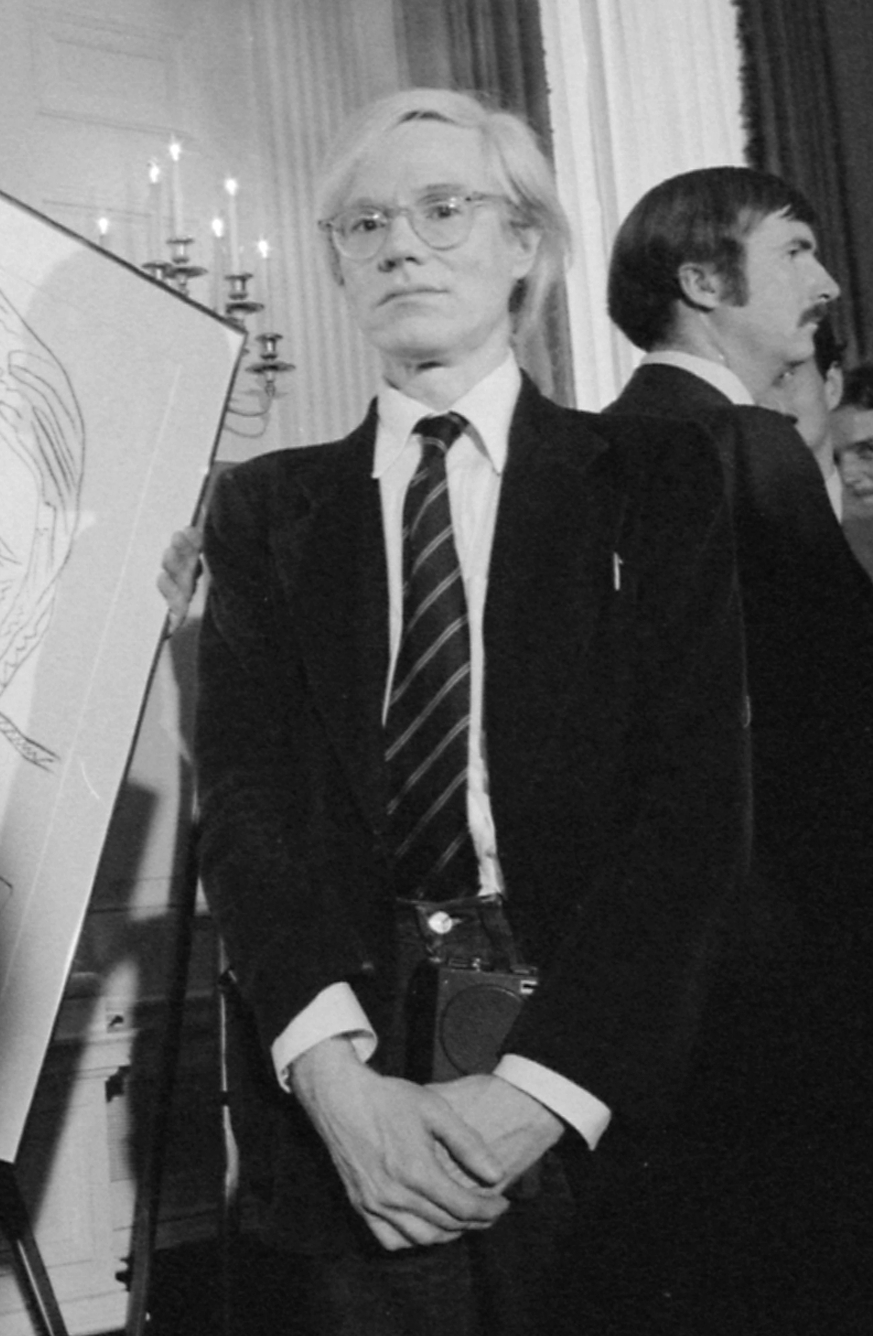
Andy Warhol el 1977

The Factory (en català literalment La fàbrica) fou un estudi d'art fundat per Andy Warhol amb seu a la planta cinquena del número 231 del carrer 47 Est a Midtown (Manhattan), Nova York. L'estudi va funcionar del 1963 al 1968, quan Andy va traslladar The Factory a la planta sisena del número 33 del carrer Union Square Oest, prop del famós club i restaurant Max's Kansas City.

## L'estudi
The Factory fou famós per les seves festes i perquè era freqüentat per gent moderna amb pretensions artístiques, bohemis excèntrics i consumidors d'amfetamines.
Segons declaracions de John Cale el 2002: No es deia The Factory perquè sí, ja que allà era on es produïen en cadena les serigrafies de Warhol. Mentre algú feia una serigrafia, algú altre filmava una pel·lícula. Cada dia hi havia quelcom nou.
Quan Warhol va fer-se famós treballava nit i dia en els seus quadres, que consistien en serigrafies i litografies fabricades en sèrie de la mateixa manera que les grans companyies capitalistes fabricaven productes de consum. Per poder continuar aquest ritme de feina va reunir al voltant seu una petita cort d'estrelles porno, drogoaddictes, drag queens, músics i lliurepensadors que l'havien d'ajudar a elaborar els seus quadres, havien d'actuar en les seves pel·lícules i crear l'ambient que va fer del The Factory una llegenda a Nova York.